# Aiglemont
 Aiglemont  es una población y comuna francesa, en la región de Champaña-Ardenas, departamento de Ardenas, en el distrito de Charleville-Mézières y cantón de Charleville-Centre.

## Demografía
| 962 | 1304 | 1645 | 1614 | 1804 | 1733 |
| Para los censos de 1962 a 1999 la población legal corresponde a la población sin duplicidades (Fuente: INSEE [Consultar]) |      |      |      |      |      |